# Évariste Gherardi
Pour les articles homonymes, voir Gherardi.
Évariste Gherardi, né Evaristo Gherardi le 11 novembre 1663 à Prato, en Toscane, et mort assassiné le 31 août 1700 à Paris, est un acteur et dramaturge italien arrivé en France au début des années 1670.
Fils de deux acteurs de la troupe italienne, Leonarda Galli et Giovanni Gherardi (surnommé « Flautin »), il débuta lui-même au Théâtre-Italien le 1er octobre 1689 par le personnage d'Arlequin.
Il composa pour ce théâtre Le Retour de la foire de Bezons et réunit de nombreuses pièces anonymes en six volumes intitulés Théâtre italien, ou Recueil de toutes les scènes françaises qui ont été jouées sur le théâtre italien de l'Hôtel de Bourgogne et illustrés par le graveur Étienne Jehandier Desrochers (1694-1700).
Il ne prit jamais la nationalité française.